# Speiredonia cthulhui
Speiredonia cthulhui là một loài bướm đêm thuộc họ Erebidae. Loài này có ở New Guinea.
Chiều dài cánh trước là 26.5 mm đối với con đực và 25.5 mm đối với con cái.